# Claire-Marie Brisson
 (novembre 2023).
La mise en forme du texte ne suit pas les recommandations de Wikipédia : il faut le « wikifier ».
Les points d'amélioration suivants sont les cas les plus fréquents. Le détail des points à revoir est peut-être précisé sur la page de discussion.
- Les titres sont pré-formatés par le logiciel. Ils ne sont ni en capitales, ni en gras.
- Le texte ne doit pas être écrit en capitales (les noms de famille non plus), ni en gras, ni en italique, ni en « petit »…
- Le gras n'est utilisé que pour surligner le titre de l'article dans l'introduction, une seule fois.
- L'italique est rarement utilisé : mots en langue étrangère, titres d'œuvres, noms de bateaux, etc.
- Les citations ne sont pas en italique mais en corps de texte normal. Elles sont entourées par des guillemets français : « et ».
- Les listes à puces sont à éviter, des paragraphes rédigés étant largement préférés. Les tableaux sont à réserver à la présentation de données structurées (résultats, etc.).
- Les appels de note de bas de page (petits chiffres en exposant, introduits par l'outil «  Source ») sont à placer entre la fin de phrase et le point final[comme ça].
- Les liens internes (vers d'autres articles de Wikipédia) sont à choisir avec parcimonie. Créez des liens vers des articles approfondissant le sujet. Les termes génériques sans rapport avec le sujet sont à éviter, ainsi que les répétitions de liens vers un même terme.
- Les liens externes sont à placer uniquement dans une section « Liens externes », à la fin de l'article. Ces liens sont à choisir avec parcimonie suivant les règles définies. Si un lien sert de source à l'article, son insertion dans le texte est à faire par les notes de bas de page.
- La présentation des références doit suivre les conventions bibliographiques. Il est recommandé d'utiliser les modèles {{Ouvrage}}, {{Chapitre}}, {{Article}}, {{Lien web}} et/ou {{Bibliographie}}. Le mode d'édition visuel peut mettre en forme automatiquement les références.
- Insérer une infobox (cadre d'informations à droite) n'est pas obligatoire pour parachever la mise en page.

Pour une aide détaillée, merci de consulter Aide:Wikification.
Si vous pensez que ces points ont été résolus, vous pouvez retirer ce bandeau et améliorer la mise en forme d'un autre article.
Pour les articles homonymes, voir Brisson.
Claire-Marie Brisson
Claire-Marie Brisson est une professeure d'université, chercheuse, podcasteuse et défenseure de la culture franco-américaine et francophone. Ses recherches portent sur la relation entre les francophones minoritaires et la francophonie en Amérique du Nord. Dans son travail et son enseignement, elle met en lumière l'histoire des minorités francophones d'Amérique du Nord, notamment les Franco-Américains et les Canadiens français. Elle est la fondatrice et animatrice du podcast The North American Francophone Podcast, une ressource en anglais traitant de sujets francophones.
Brisson est préceptrice de français à l'Université Harvard, où elle est directrice des cours de français intermédiaires et avancés. Son cours, « Découverte de la langue française en Amérique du Nord », a reçu une attention médiatique considérable dès son lancement à l'automne 2022, y compris une vidéo présentée sur TV5 Monde lors du Sommet de la francophonie 2022 par l'Organisation internationale de la francophonie à Djerba.
Grâce à son expertise en francophonie nord-américaine, elle a été invitée à être la conférencière principale à la 38e Assemblée régionale Amérique de l'Assemblée parlementaire de la francophonie à Bâton Rouge, en Louisiane, en septembre 2023. Elle est également rédactrice invitée du numéro 2024 d'Études Francophones, une revue  publiée par l'Université de Louisiane à Lafayette en français et en anglais.
Brisson est membre du conseil d'administration de la Fondation Nous à Détroit lancée par Mélissa Baril, Scott Tilton et Rudy Bazenet. Nous Detroit est la première incursion de la fondation en dehors de la Louisiane. Elle est également membre du conseil exécutif de l'Association américaine des professeurs de français (AATF) pour l'est du Massachusetts.

## Biographie
Claire-Marie Brisson est née à Détroit, Michigan. Dans une entrevue à Radio-Canada, Brisson souligne l'importance de s'identifier à ses racines américaines et canadiennes, en mentionnant le village familial de Saint-Fabien-de-Panet et son grand-père, Ernest Brisson, qui fut un des premiers influence dans ses efforts contemporains pour apporter de la visibilité aux Franco-Américains et aux autres communautés francophones d'Amérique du Nord.
Brisson est diplômé de l'Université du Michigan-Dearborn en 2013 avec un baccalauréat ès arts en français et en enseignement secondaire et a reçu le titre d'UM-Dearborn Difference Maker, décerné aux étudiants reconnus pour être « à l'avant-garde de leur domaine ». Elle a ensuite poursuivi une maîtrise ès arts en français à l'Université d'État de Wayne. En 2016, Brisson a commencé ses études doctorales à l'Université de Virginie et a rédigé sa thèse sous la direction de Janet Horne, recevant un doctorat en 2021. À la fin de son doctorat, Brisson a commencé son rôle de préceptrice en français au Département de langues et littératures romanes de l'Université Harvard en 2021, où elle enseigne actuellement.

## The North American Francophone Podcast
Brisson a lancé The North American Francophone Podcast en novembre 2019. Plusieurs émissions de radio de langue française, ont suscité l'intérêt pour le podcast afin que les auditeurs bilingues puissent écouter et traduire leurs recherches, leurs histoires et leurs intérêts en anglais. En 2023, l'émission Elias Makos - une émission de radio anglophone basée à Montréal - lui demande de partager son point de vue en anglais sur la promotion du français hors Québec.